# Бат (единица объёма)
Бат (ивр. בת‎) — мера объёма жидкостей в Древнем Израиле. Как и мера сыпучих тел ефа, приравнивался к десятой части хомера.
Неоднократно упоминается в Ветхом Завете: 3 Цар. 7:26, 2Пар. 4:5 и в других местах. В книге пророка Иезекииля (Иез. 45:10-11) содержится указание: «Да будут у вас правильные весы и правильная ефа и правильный бат. Ефа и бат должны быть одинаковой меры, так чтобы бат вмещал в себе десятую часть хомера и ефа десятую часть хомера; мера их должна определяться по хомеру».
- 1 бат = 0,1 хомера = 6 гинов = 72 лога ≈ 38,9 литров[1][2].